# Journal of the Audio Engineering Society
Journal of the Audio Engineering Society is een internationaal, aan collegiale toetsing onderworpen wetenschappelijk tijdschrift op het gebied van de akoestiek. De naam wordt in literatuurverwijzingen meestal afgekort tot J. Audio Eng. Soc.